# Liste des circuits de l'AMA Superbike
 (avril 2025).
| AMA Superbike Championship |
| Saison en cours |
| --- |
| MotoAmerica Superbike 2024 |
| Listes |
| Pilotes (Champions) Vainqueurs de courses Circuits |
| Articles relatifs |
| AMA Supersport Championship Superbike Championnat du monde de Superbike Championnat du monde de Supersport British Superbike Championship Championnat de France Superbike Championnat du monde MotoGP |

Ci-dessous une liste des circuits du championnat du monde de l'AMA Superbike de 1976 à 2012.
- Les circuits de la saison AMA Superbike 2012 sont en gras.

| Circuit                          | Lieu                                  | Saisons              | Total | Carte |
| -------------------------------- | ------------------------------------- | -------------------- | ----- | ----- |
| Barber Motorsports Park          | Birmingham, Alabama                   | 2003–2012            | 10    |       |
| Brainerd International Raceway   | Brainerd (Minnesota)                  | 1992–2004            |       |       |
| Daytona International Speedway   | Daytona Beach (Floride)               | 1976–2012            | 37    |       |
| California Speedway              | Fontana (Californie)                  | 2002–2010            | 9     |       |
| Heartland Park Topeka            | Topeka (Kansas)                       | 2009                 | 1     |       |
| Homestead-Miami Speedway         | Homestead (Floride)                   | 2012                 | 1     |       |
| Infineon Raceway                 | Sonoma (Californie)                   |                      |       |       |
| Mazda Raceway Laguna Seca        | Monterey (Californie)                 |                      |       |       |
| Mid-Ohio Sports Car Course       | Troy Township, comté de Morrow (Ohio) |                      |       |       |
| Miller Motorsports Park          | Tooele (Utah)                         | 2006–2008, 2011–2012 | 5     |       |
| New Hampshire Motor Speedway     | Loudon (New Hampshire)                | 1990–2001            |       |       |
| New Jersey Motorsports Park      | Millville (New Jersey)                | 2009–2012            | 4     |       |
| NOLA Motorsports Park            | Avondale (Louisiane)                  | 2012                 | 1     |       |
| Pikes Peak International Raceway | Fountain (Colorado)                   | 1997–2005            |       |       |
| Road America                     | Elkhart Lake (Wisconsin)              |                      |       |       |
| Road Atlanta                     | Braselton (Géorgie)                   | –2010, 2012          |       |       |
| Virginia International Raceway   | Danville (Virginie)                   | 2001–2010            | 10    |       |
| Willow Springs Raceway           | Rosamond (Californie)                 | 1998–2000            |       |       |